# Tournoi féminin de basket-ball aux Jeux olympiques d'été de 2024
Cet article traite de l’épreuve féminine. Pour la compétition masculine, voir Tournoi masculin de basket-ball aux Jeux olympiques d'été de 2024.
Navigation
Tokyo 2020 Los Angeles 2028
Le tournoi féminin de basket-ball aux Jeux olympiques d'été de 2024 se tient à Paris, en France, du 27 juillet au 10 août 2024.
Les rencontres du tour préliminaire se jouent dans la métropole de Lille, au stade Pierre-Mauroy, tandis que l’Arena Bercy accueillera celles des phases finales, à Paris.

## Préparation de l'événement

### Lieux de la compétition
| \| Paris Villeneuve-d'Ascq \| Localisation des villes de Paris et Villeneuve-d'Ascq. |
| Paris Villeneuve-d'Ascq                                                              |

Les phases préliminaires des tournois de basket-ball à cinq ont lieu, lors de la première semaine de compétition, à Villeneuve-d'Ascq au stade Pierre-Mauroy, qui accueille ensuite les phases finales des tournois de handball.
Les phases finales, quant à elles, se disputent à l’Accor Arena, nommée Arena Bercy à l’occasion des Jeux, le CIO prohibant le naming pour les enceintes accueillant les épreuves olympiques. Cette salle multi-fonctions de 15 000 places accueille également, lors de la première semaine des Jeux olympiques, les épreuves de gymnastique artistique, de trampoline, puis le basket fauteuil aux Jeux paralympiques.

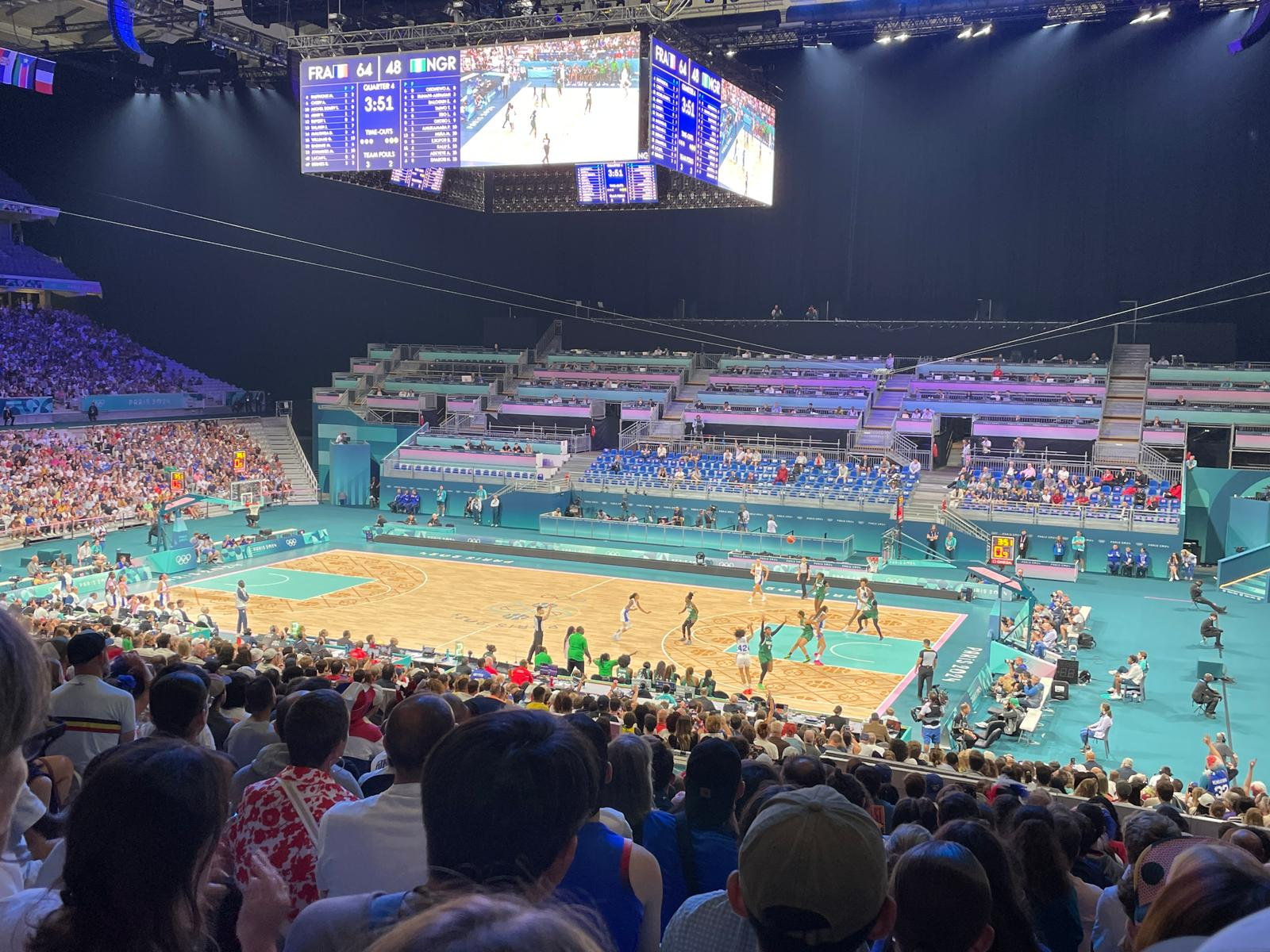
Le stade Pierre-Mauroy en configuration basket lors du tournoi féminin.
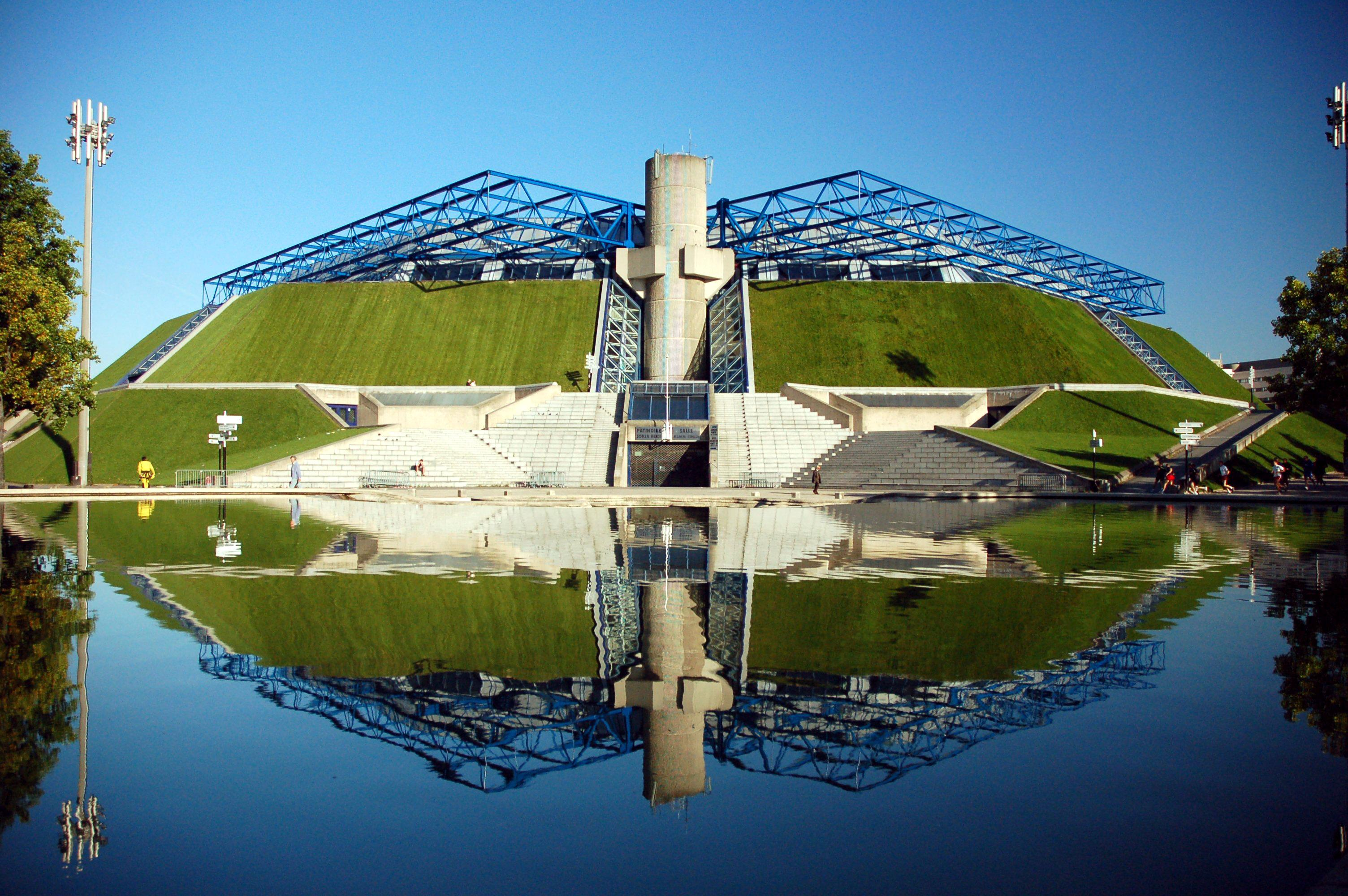
Le POPB en 2007.
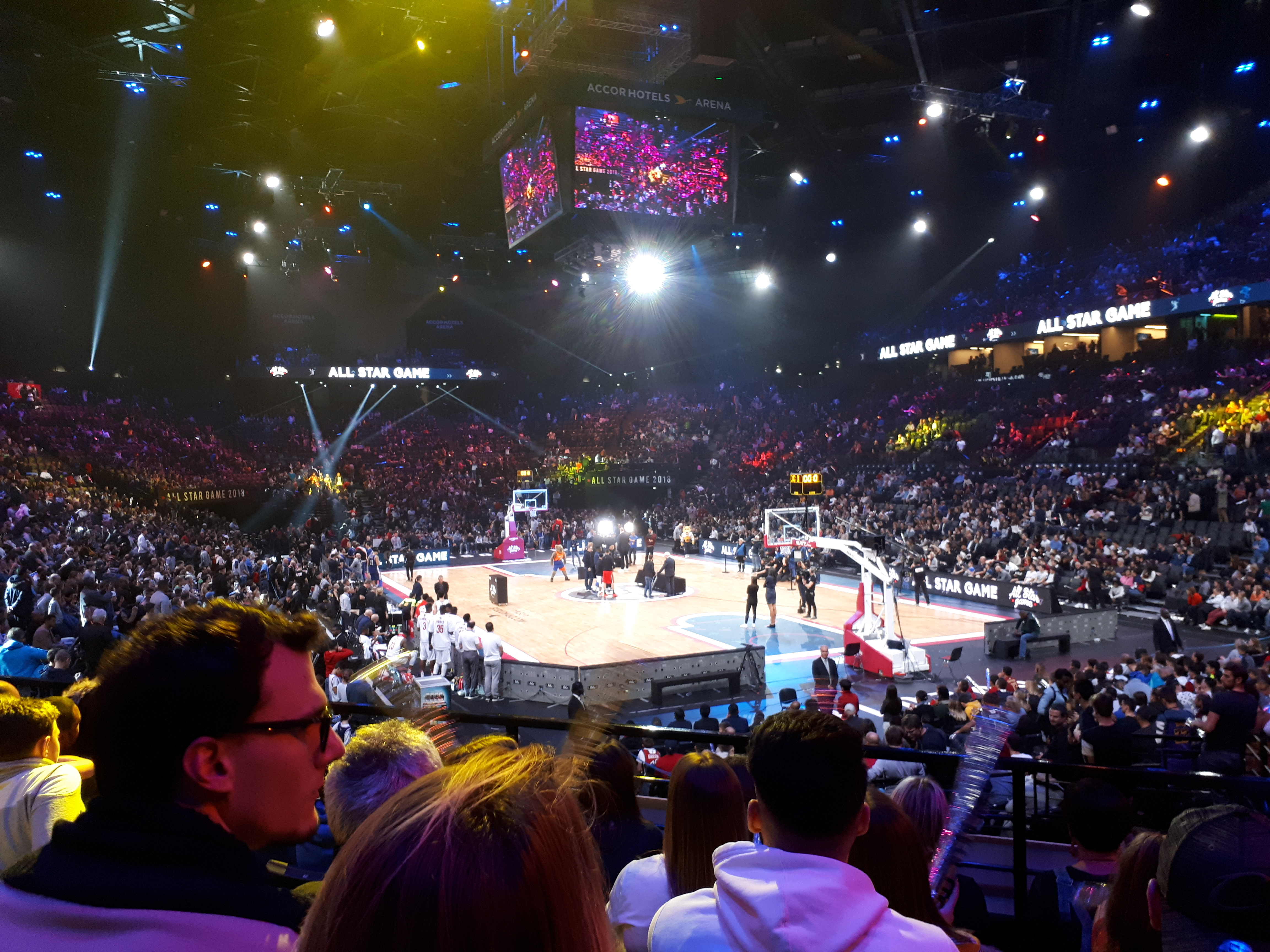
Du basket au POPB (All-Star Game LNB 2018).

### Calendrier
| - P : premiers tours - ¼ : quarts de finale - ½ : demi-finales - F : finales |

| Épreuve ↓ Date → | Sa 27 | Di 28 | Lu 29 | Ma 30 | Me 31 | Je 1er | Ve 2 | Sa 3 | Sa 3 | Di 4 | Di 4 | Lu 5 | Lu 5 | Ma 6 | Me 7 | Je 8 | Ve 9 | Sa 10 | Di 11 |
| ---------------- | ----- | ----- | ----- | ----- | ----- | ------ | ---- | ---- | ---- | ---- | ---- | ---- | ---- | ---- | ---- | ---- | ---- | ----- | ----- |
| Tournoi féminin  |       | P     | P     |       | P     | P      |      | P    | P    | P    | P    |      |      |      | ¼    |      | ½    |       | F     |

## Acteurs du tournoi

### Équipes qualifiées
La France est qualifiée d'office en tant que pays organisateur.
Le vainqueur de la Coupe du monde 2022 est automatiquement qualifié. Les 10 autres places sont attribuées à l'issue de tournois de qualification olympique.
| Compétition                         | Date                                | Lieu   | Places | Qualifiées                 |
| ----------------------------------- | ----------------------------------- | ------ | ------ | -------------------------- |
| Pays organisateur                   | –                                   | –      | 1      | France                     |
| Coupe du monde 2022                 | du 22 septembre au 1er octobre 2022 | Sydney | 1      | États-Unis                 |
| Tournois de qualification olympique | du 8 au 11 février 2024             | Xi'an  | 2      | Chine Porto Rico           |
| Tournois de qualification olympique | du 8 au 11 février 2024             | Anvers | 2      | Belgique Nigeria           |
| Tournois de qualification olympique | du 8 au 11 février 2024             | Belém  | 3      | Australie Allemagne Serbie |
| Tournois de qualification olympique | du 8 au 11 février 2024             | Sopron | 3      | Japon Espagne Canada       |
| Total                               | Total                               | Total  | 12     |                            |

### Arbitres
Les 30 arbitres suivants ont été sélectionnés pour les tournois masculin et féminin :
- Juan Fernández
- James Boyer
- Ademir Zurapović
- Matthew Kallio
- Maripier Malo
- Martin Vulić
- Maj Forsberg
- Carlos Peralta
- Yohan Rosso
- Péter Praksch
- Katō Takaki
- Yevgeniy Mikheyev
- Mārtiņš Kozlovskis
- Gatis Saliņš
- Rabah Noujaim
- Yann Davidson
- Omar Bermúdez
- Viola Györgyi
- Julio Anaya
- Wojciech Liszka
- Johnny Batista
- Roberto Vázquez
- Boris Krejić
- Luis Castillo
- Ariadna Chueca
- Antonio Conde
- Andrés Bartel
- Amy Bonner
- Blanca Burns
- Jenna Reneau

### Joueuses
Le tournoi féminin est un tournoi international sans aucune restriction d'âge. Chaque nation doit présenter une équipe de 12 joueuses toutes titulaires, dont l'une peut être une joueuse naturalisée. Les douze joueuses peuvent être présentes sur chaque feuille de match.

### Tirage au sort
Le tirage au sort a eu lieu le 19 mars 2024 à Mies en Suisse, ; la FIBA a fait appel à  Penny Taylor, médaillée d’argent en 2004 et 2008, pour réaliser le tirage.
- Chapeau 1 : États-Unis, Chine, Australie.
- Chapeau 2 : Espagne, Canada, Belgique.
- Chapeau 3 : France, Japon, Serbie.
- Chapeau 4 : Porto Rico, Nigeria, Allemagne.

## Premier tour

### Format de la compétition
Les douze équipes qualifiées sont réparties en trois groupes de quatre. Chaque équipe marque deux points en cas de victoire, un point en cas de défaite et de défaite par défaut (l'équipe est réduite à deux joueurs sur le terrain) et zéro point en cas de forfait (impossibilité pour une équipe d'aligner cinq joueurs au départ du match).
Pour départager les équipes à la fin des matchs de poule, en cas d'égalité de points, le CIO a décidé d'appliquer les critères de la FIBA. Les équipes sont départagées suivant les critères suivants (dans l'ordre):
1. résultat des matchs particuliers ;
2. différence entre paniers marqués et encaissés entre les équipes concernées ;
3. différence entre paniers marqués et encaissés de tous les matchs joués ;
4. plus grand nombre de paniers marqués.

Les équipes terminant aux deux premières places de chaque groupe ainsi que les deux meilleurs troisièmes sont qualifiées pour le tournoi final à élimination directe.
Légende
- Qualifié pour les quarts de finale
- Possiblement qualifié en tant que meilleurs troisièmes

### Groupe A

#### Classement
| Rang | Équipe     | Pts | J | G | P | Pp  | Pc  | Diff |
| ---- | ---------- | --- | - | - | - | --- | --- | ---- |
| 1    | Espagne    | 6   | 3 | 3 | 0 | 223 | 213 | 10   |
| 2    | Serbie     | 5   | 3 | 2 | 1 | 201 | 184 | 17   |
| 3    | Chine      | 4   | 3 | 1 | 2 | 228 | 229 | -1   |
| 4    | Porto Rico | 3   | 3 | 0 | 3 | 175 | 201 | -26  |

#### Matchs
| 28 juillet 13 h 30 (HAEC) | Rapport | Espagne                                                                     | 90-89                               | Chine                                              | ap | Stade Pierre-Mauroy Villeneuve-d'Ascq Affluence : 27 021 Arbitres : Viola Györgyi Maripier Malo Péter Praksch |
| 28 juillet 13 h 30 (HAEC) | Rapport | Score par quart-temps : 13–22, 20–15, 20–22, 23–17, OT : 14–13              |                                     |                                                    | ap | Stade Pierre-Mauroy Villeneuve-d'Ascq Affluence : 27 021 Arbitres : Viola Györgyi Maripier Malo Péter Praksch |
| 28 juillet 13 h 30 (HAEC) | Rapport | Score par mi-temps : 33–37, 57–52                                           |                                     |                                                    | ap | Stade Pierre-Mauroy Villeneuve-d'Ascq Affluence : 27 021 Arbitres : Viola Györgyi Maripier Malo Péter Praksch |
| 28 juillet 13 h 30 (HAEC) | Rapport | Megan Gustafson, 29 Megan Gustafson, 8 Queralt Casas, 8 Megan Gustafson, 36 | Points Rebonds Passes d. Évaluation | Li Yueru, 31 Li Yueru, 15 Li Meng, 11 Li Yueru, 37 | ap | Stade Pierre-Mauroy Villeneuve-d'Ascq Affluence : 27 021 Arbitres : Viola Györgyi Maripier Malo Péter Praksch |

| 28 juillet 21 h (HAEC) | Rapport | Serbie                                                                               | 58-55                               | Porto Rico                                                                   |  | Stade Pierre-Mauroy Villeneuve-d'Ascq Affluence : 15 324 Arbitres : Maj Forsberg James Boyer Yann Davidson |
| 28 juillet 21 h (HAEC) | Rapport | Score par quart-temps : 23–15, 20–11, 12–10, 3–19                                    |                                     |                                                                              |  | Stade Pierre-Mauroy Villeneuve-d'Ascq Affluence : 15 324 Arbitres : Maj Forsberg James Boyer Yann Davidson |
| 28 juillet 21 h (HAEC) | Rapport | Score par mi-temps : 43–26, 15–29                                                    |                                     |                                                                              |  | Stade Pierre-Mauroy Villeneuve-d'Ascq Affluence : 15 324 Arbitres : Maj Forsberg James Boyer Yann Davidson |
| 28 juillet 21 h (HAEC) | Rapport | Dragana Stanković, 15 Dragana Stanković, 10 Yvonne Anderson, 8 Dragana Stanković, 23 | Points Rebonds Passes d. Évaluation | Trinity San Antonio, 11 Trois joueuses, 6 Pamela Rosado, 7 Pamela Rosado, 15 |  | Stade Pierre-Mauroy Villeneuve-d'Ascq Affluence : 15 324 Arbitres : Maj Forsberg James Boyer Yann Davidson |

| 31 juillet 11 h (HAEC) | Rapport | Porto Rico                                                                           | 62-63                               | Espagne                                                                      |  | Stade Pierre-Mauroy Villeneuve-d'Ascq Affluence : 23 942 Arbitres : Andrés Bartel Maripier Malo Yevgeniy Mikheyev |
| 31 juillet 11 h (HAEC) | Rapport | Score par quart-temps : 9–18, 16–21, 19–5, 18–19                                     |                                     |                                                                              |  | Stade Pierre-Mauroy Villeneuve-d'Ascq Affluence : 23 942 Arbitres : Andrés Bartel Maripier Malo Yevgeniy Mikheyev |
| 31 juillet 11 h (HAEC) | Rapport | Score par mi-temps : 25–39, 37–24                                                    |                                     |                                                                              |  | Stade Pierre-Mauroy Villeneuve-d'Ascq Affluence : 23 942 Arbitres : Andrés Bartel Maripier Malo Yevgeniy Mikheyev |
| 31 juillet 11 h (HAEC) | Rapport | Arella Guirantes, 15 Mya Hollingshed, 12 Arella Guirantes, 4 Trinity San Antonio, 15 | Points Rebonds Passes d. Évaluation | Megan Gustafson, 18 Megan Gustafson, 13 Mariona Ortiz, 4 Megan Gustafson, 22 |  | Stade Pierre-Mauroy Villeneuve-d'Ascq Affluence : 23 942 Arbitres : Andrés Bartel Maripier Malo Yevgeniy Mikheyev |

| 31 juillet 13 h 30 (HAEC) | Rapport | Chine                                                 | 59-81                               | Serbie                                                                       |  | Stade Pierre-Mauroy Villeneuve-d'Ascq Affluence : 23 942 Arbitres : Martin Vulić Maj Forsberg James Boyer |
| 31 juillet 13 h 30 (HAEC) | Rapport | Score par quart-temps : 17–23, 22–22, 11–17, 9–19     |                                     |                                                                              |  | Stade Pierre-Mauroy Villeneuve-d'Ascq Affluence : 23 942 Arbitres : Martin Vulić Maj Forsberg James Boyer |
| 31 juillet 13 h 30 (HAEC) | Rapport | Score par mi-temps : 39–45, 20–36                     |                                     |                                                                              |  | Stade Pierre-Mauroy Villeneuve-d'Ascq Affluence : 23 942 Arbitres : Martin Vulić Maj Forsberg James Boyer |
| 31 juillet 13 h 30 (HAEC) | Rapport | Han, Wang, 11 Li Yueru, 11 Wang, Yang, 5 Li Yueru, 15 | Points Rebonds Passes d. Évaluation | Yvonne Anderson, 15 Tina Krajišnik, 11 Yvonne Anderson, 6 Tina Krajišnik, 23 |  | Stade Pierre-Mauroy Villeneuve-d'Ascq Affluence : 23 942 Arbitres : Martin Vulić Maj Forsberg James Boyer |

| 3 août 11 h (HAEC) | Rapport | Chine                                              | 80-58                               | Porto Rico                                                                 |  | Stade Pierre-Mauroy Villeneuve-d'Ascq Affluence : 26 595 Arbitres : Omar Bermúdez Rabah Noujaim Maripier Malo |
| 3 août 11 h (HAEC) | Rapport | Score par quart-temps : 17–11, 23–18, 22–16, 18–13 |                                     |                                                                            |  | Stade Pierre-Mauroy Villeneuve-d'Ascq Affluence : 26 595 Arbitres : Omar Bermúdez Rabah Noujaim Maripier Malo |
| 3 août 11 h (HAEC) | Rapport | Score par mi-temps : 40–29, 40–29                  |                                     |                                                                            |  | Stade Pierre-Mauroy Villeneuve-d'Ascq Affluence : 26 595 Arbitres : Omar Bermúdez Rabah Noujaim Maripier Malo |
| 3 août 11 h (HAEC) | Rapport | Li Meng, 18 Han Xu, 9 Li Meng, 7 Huang Sijing, 17  | Points Rebonds Passes d. Évaluation | Arella Guirantes, 20 Mya Hollingshed, 8 Pamela Rosado, 5 Brianna Jones, 11 |  | Stade Pierre-Mauroy Villeneuve-d'Ascq Affluence : 26 595 Arbitres : Omar Bermúdez Rabah Noujaim Maripier Malo |

| 3 août 13 h 30 (HAEC) | Rapport | Serbie                                                                          | 62-70                               | Espagne                                                       |  | Stade Pierre-Mauroy Villeneuve-d'Ascq Affluence : 26 595 Arbitres : Katō Takaki Viola Györgyi Yann Davidson |
| 3 août 13 h 30 (HAEC) | Rapport | Score par quart-temps : 13–16, 15–21, 10–18, 24–15                              |                                     |                                                               |  | Stade Pierre-Mauroy Villeneuve-d'Ascq Affluence : 26 595 Arbitres : Katō Takaki Viola Györgyi Yann Davidson |
| 3 août 13 h 30 (HAEC) | Rapport | Score par mi-temps : 28–37, 34–33                                               |                                     |                                                               |  | Stade Pierre-Mauroy Villeneuve-d'Ascq Affluence : 26 595 Arbitres : Katō Takaki Viola Györgyi Yann Davidson |
| 3 août 13 h 30 (HAEC) | Rapport | Yvonne Anderson, 18 Dragana Stanković, 5 Yvonne Anderson, 7 Yvonne Anderson, 20 | Points Rebonds Passes d. Évaluation | María Conde, 15 Megan Gustafson, 9 Laura Gil, 7 Laura Gil, 16 |  | Stade Pierre-Mauroy Villeneuve-d'Ascq Affluence : 26 595 Arbitres : Katō Takaki Viola Györgyi Yann Davidson |

### Groupe B

#### Classement
| Rang | Équipe              | Pts | J | G | P | Pp  | Pc  | Diff |
| ---- | ------------------- | --- | - | - | - | --- | --- | ---- |
| 1    | FrancePO (1–1, +14) | 5   | 3 | 2 | 1 | 222 | 187 | 35   |
| 2    | Australie (1–1, –6) | 5   | 3 | 2 | 1 | 211 | 212 | -1   |
| 3    | Nigeria (1–1, –8)   | 5   | 3 | 2 | 1 | 208 | 207 | 1    |
| 4    | Canada              | 3   | 3 | 0 | 3 | 189 | 224 | -35  |

#### Matchs
| 29 juillet 13 h 30 (HAEC) | Rapport | Nigeria                                                                        | 75-62                               | Australie                                                                   |  | Stade Pierre-Mauroy Villeneuve-d'Ascq Affluence : 24 023 Arbitres : Amy Bonner Rabah Noujaim Jenna Reneau |
| 29 juillet 13 h 30 (HAEC) | Rapport | Score par quart-temps : 18–17, 23–11, 10–19, 24–15                             |                                     |                                                                             |  | Stade Pierre-Mauroy Villeneuve-d'Ascq Affluence : 24 023 Arbitres : Amy Bonner Rabah Noujaim Jenna Reneau |
| 29 juillet 13 h 30 (HAEC) | Rapport | Score par mi-temps : 41–28, 34–34                                              |                                     |                                                                             |  | Stade Pierre-Mauroy Villeneuve-d'Ascq Affluence : 24 023 Arbitres : Amy Bonner Rabah Noujaim Jenna Reneau |
| 29 juillet 13 h 30 (HAEC) | Rapport | Ezinne Kalu, 19 Kunaiyi-Akpannah, Musa, 7 Promise Amukamara, 9 Ezinne Kalu, 22 | Points Rebonds Passes d. Évaluation | Alanna Smith, 15 Stephanie Talbot, 12 Stephanie Talbot, 10 Alanna Smith, 16 |  | Stade Pierre-Mauroy Villeneuve-d'Ascq Affluence : 24 023 Arbitres : Amy Bonner Rabah Noujaim Jenna Reneau |

| 29 juillet 17 h 15 (HAEC) | Rapport | Canada                                                                       | 54-75                               | France                                                                      |  | Stade Pierre-Mauroy Villeneuve-d'Ascq Affluence : 20 211 Arbitres : Boris Krejić Blanca Burns Ariadna Chueca |
| 29 juillet 17 h 15 (HAEC) | Rapport | Score par quart-temps : 18–15, 2–23, 16–15, 18–22                            |                                     |                                                                             |  | Stade Pierre-Mauroy Villeneuve-d'Ascq Affluence : 20 211 Arbitres : Boris Krejić Blanca Burns Ariadna Chueca |
| 29 juillet 17 h 15 (HAEC) | Rapport | Score par mi-temps : 20–38, 34–37                                            |                                     |                                                                             |  | Stade Pierre-Mauroy Villeneuve-d'Ascq Affluence : 20 211 Arbitres : Boris Krejić Blanca Burns Ariadna Chueca |
| 29 juillet 17 h 15 (HAEC) | Rapport | Colley, Nurse, 11 Kayla Alexander, 10 Shay Colley, 6 Carleton, Alexander, 12 | Points Rebonds Passes d. Évaluation | Marième Badiane, 13 Marième Badiane, 6 Gabby Williams, 8 Gabby Williams, 20 |  | Stade Pierre-Mauroy Villeneuve-d'Ascq Affluence : 20 211 Arbitres : Boris Krejić Blanca Burns Ariadna Chueca |

| 1er août 13 h 30 (HAEC) | Rapport | Australie                                                                 | 70-65                               | Canada                                                                           |  | Stade Pierre-Mauroy Villeneuve-d'Ascq Affluence : 20 692 Arbitres : Andrés Bartel Rabah Noujaim Jenna Reneau |
| 1er août 13 h 30 (HAEC) | Rapport | Score par quart-temps : 18–16, 20–16, 13–12, 19–21                        |                                     |                                                                                  |  | Stade Pierre-Mauroy Villeneuve-d'Ascq Affluence : 20 692 Arbitres : Andrés Bartel Rabah Noujaim Jenna Reneau |
| 1er août 13 h 30 (HAEC) | Rapport | Score par mi-temps : 38–32, 32–33                                         |                                     |                                                                                  |  | Stade Pierre-Mauroy Villeneuve-d'Ascq Affluence : 20 692 Arbitres : Andrés Bartel Rabah Noujaim Jenna Reneau |
| 1er août 13 h 30 (HAEC) | Rapport | Sami Whitcomb, 19 Stephanie Talbot, 9 Sami Whitcomb, 10 Sami Whitcomb, 30 | Points Rebonds Passes d. Évaluation | Bridget Carleton, 19 Bridget Carleton, 8 Natalie Achonwa, 7 Bridget Carleton, 28 |  | Stade Pierre-Mauroy Villeneuve-d'Ascq Affluence : 20 692 Arbitres : Andrés Bartel Rabah Noujaim Jenna Reneau |

| 1er août 17 h 15 (HAEC) | Rapport | France                                                                      | 75-54                               | Nigeria                                                                   |  | Stade Pierre-Mauroy Villeneuve-d'Ascq Affluence : 17 483 Arbitres : Amy Bonner Carlos Peralta Péter Praksch |
| 1er août 17 h 15 (HAEC) | Rapport | Score par quart-temps : 24–20, 14–11, 16–8, 21–15                           |                                     |                                                                           |  | Stade Pierre-Mauroy Villeneuve-d'Ascq Affluence : 17 483 Arbitres : Amy Bonner Carlos Peralta Péter Praksch |
| 1er août 17 h 15 (HAEC) | Rapport | Score par mi-temps : 38–31, 37–23                                           |                                     |                                                                           |  | Stade Pierre-Mauroy Villeneuve-d'Ascq Affluence : 17 483 Arbitres : Amy Bonner Carlos Peralta Péter Praksch |
| 1er août 17 h 15 (HAEC) | Rapport | Marine Johannès, 15 Marième Badiane, 6 Gabby Williams, 7 Gabby Williams, 23 | Points Rebonds Passes d. Évaluation | Ezinne Kalu, 18 Murjanatu Musa, 9 Promise Amukamara, 5 Murjanatu Musa, 11 |  | Stade Pierre-Mauroy Villeneuve-d'Ascq Affluence : 17 483 Arbitres : Amy Bonner Carlos Peralta Péter Praksch |

| 4 août 13 h 30 (HAEC) | Rapport | Canada                                                                    | 70-79                               | Nigeria                                                                         |  | Stade Pierre-Mauroy Villeneuve-d'Ascq Affluence : 27 107 Arbitres : Amy Bonner Blanca Burns Ariadna Chueca |
| 4 août 13 h 30 (HAEC) | Rapport | Score par quart-temps : 18–18, 23–19, 5–23, 24–19                         |                                     |                                                                                 |  | Stade Pierre-Mauroy Villeneuve-d'Ascq Affluence : 27 107 Arbitres : Amy Bonner Blanca Burns Ariadna Chueca |
| 4 août 13 h 30 (HAEC) | Rapport | Score par mi-temps : 41–37, 29–42                                         |                                     |                                                                                 |  | Stade Pierre-Mauroy Villeneuve-d'Ascq Affluence : 27 107 Arbitres : Amy Bonner Blanca Burns Ariadna Chueca |
| 4 août 13 h 30 (HAEC) | Rapport | Shay Colley, 17 Laeticia Amihere, 11 Cinq joueuses, 2 Kayla Alexander, 18 | Points Rebonds Passes d. Évaluation | Ezinne Kalu, 21 Pallas Kunaiyi-Akpannah, 7 Promise Amukamara, 6 Ezinne Kalu, 18 |  | Stade Pierre-Mauroy Villeneuve-d'Ascq Affluence : 27 107 Arbitres : Amy Bonner Blanca Burns Ariadna Chueca |

| 4 août 21 h (HAEC) | Rapport | Australie                                                              | 79-72                               | France                                                                      |  | Stade Pierre-Mauroy Villeneuve-d'Ascq Affluence : 27 193 Arbitres : Luis Castillo Maj Forsberg Jenna Reneau |
| 4 août 21 h (HAEC) | Rapport | Score par quart-temps : 19–17, 15–17, 25–16, 20–22                     |                                     |                                                                             |  | Stade Pierre-Mauroy Villeneuve-d'Ascq Affluence : 27 193 Arbitres : Luis Castillo Maj Forsberg Jenna Reneau |
| 4 août 21 h (HAEC) | Rapport | Score par mi-temps : 34–34, 45–38                                      |                                     |                                                                             |  | Stade Pierre-Mauroy Villeneuve-d'Ascq Affluence : 27 193 Arbitres : Luis Castillo Maj Forsberg Jenna Reneau |
| 4 août 21 h (HAEC) | Rapport | Tess Madgen, 18 Talbot, Magbegor, 6 Sami Whitcomb, 7 Sami Whitcomb, 21 | Points Rebonds Passes d. Évaluation | Gabby Williams, 15 Marième Badiane, 6 Romane Bernies, 4 Marième Badiane, 14 |  | Stade Pierre-Mauroy Villeneuve-d'Ascq Affluence : 27 193 Arbitres : Luis Castillo Maj Forsberg Jenna Reneau |

### Groupe C

#### Classement
| Rang | Équipe      | Pts | J | G | P | Pp  | Pc  | Diff |
| ---- | ----------- | --- | - | - | - | --- | --- | ---- |
| 1    | États-UnisT | 6   | 3 | 3 | 0 | 276 | 218 | 58   |
| 2    | Allemagne   | 5   | 3 | 2 | 1 | 226 | 220 | 6    |
| 3    | Belgique    | 4   | 3 | 1 | 2 | 228 | 228 | 0    |
| 4    | JaponF      | 3   | 3 | 0 | 3 | 198 | 262 | -64  |

#### Matchs
| 29 juillet 13 h 30 (HAEC) | Rapport | Allemagne                                                                | 83-69                               | Belgique                                                                |  | Stade Pierre-Mauroy Villeneuve-d'Ascq Affluence : 20 211 Arbitres : Martin Vulić Carlos Peralta Yann Davidson |
| 29 juillet 13 h 30 (HAEC) | Rapport | Score par quart-temps : 25–11, 21–14, 14–17, 23–27                       |                                     |                                                                         |  | Stade Pierre-Mauroy Villeneuve-d'Ascq Affluence : 20 211 Arbitres : Martin Vulić Carlos Peralta Yann Davidson |
| 29 juillet 13 h 30 (HAEC) | Rapport | Score par mi-temps : 46–25, 37–44                                        |                                     |                                                                         |  | Stade Pierre-Mauroy Villeneuve-d'Ascq Affluence : 20 211 Arbitres : Martin Vulić Carlos Peralta Yann Davidson |
| 29 juillet 13 h 30 (HAEC) | Rapport | Satou Sabally, 17 Marie Gülich, 7 Alexis Peterson, 8 Alexis Peterson, 21 | Points Rebonds Passes d. Évaluation | Emma Meesseman, 25 Kyara Linskens, 6 Julie Vanloo, 6 Emma Meesseman, 26 |  | Stade Pierre-Mauroy Villeneuve-d'Ascq Affluence : 20 211 Arbitres : Martin Vulić Carlos Peralta Yann Davidson |

| 29 juillet 21 h (HAEC) | Rapport | États-Unis                                                       | 102-76                              | Japon                                                                   |  | Stade Pierre-Mauroy Villeneuve-d'Ascq Affluence : 13 040 Arbitres : Luis Castillo Viola Györgyi Yevgeniy Mikheyev |
| 29 juillet 21 h (HAEC) | Rapport | Score par quart-temps : 22–15, 28–24, 29–18, 23–19               |                                     |                                                                         |  | Stade Pierre-Mauroy Villeneuve-d'Ascq Affluence : 13 040 Arbitres : Luis Castillo Viola Györgyi Yevgeniy Mikheyev |
| 29 juillet 21 h (HAEC) | Rapport | Score par mi-temps : 50–39, 52–37                                |                                     |                                                                         |  | Stade Pierre-Mauroy Villeneuve-d'Ascq Affluence : 13 040 Arbitres : Luis Castillo Viola Györgyi Yevgeniy Mikheyev |
| 29 juillet 21 h (HAEC) | Rapport | A'ja Wilson, 24 A’ja Wilson, 13 Chelsea Gray, 13 A’ja Wilson, 33 | Points Rebonds Passes d. Évaluation | Maki Takada, 24 Quatre joueuses, 3 Machida, Yamamoto, 5 Maki Takada, 23 |  | Stade Pierre-Mauroy Villeneuve-d'Ascq Affluence : 13 040 Arbitres : Luis Castillo Viola Györgyi Yevgeniy Mikheyev |

| 1er août 11 h (HAEC) | Rapport | Japon                                                               | 64-75                               | Allemagne                                                                     |  | Stade Pierre-Mauroy Villeneuve-d'Ascq Affluence : 20 962 Arbitres : Gatis Saliņš Viola Györgyi Yevgeniy Mikheyev |
| 1er août 11 h (HAEC) | Rapport | Score par quart-temps : 16–21, 20–21, 13–17, 15–16                  |                                     |                                                                               |  | Stade Pierre-Mauroy Villeneuve-d'Ascq Affluence : 20 962 Arbitres : Gatis Saliņš Viola Györgyi Yevgeniy Mikheyev |
| 1er août 11 h (HAEC) | Rapport | Score par mi-temps : 36–42, 28–33                                   |                                     |                                                                               |  | Stade Pierre-Mauroy Villeneuve-d'Ascq Affluence : 20 962 Arbitres : Gatis Saliņš Viola Györgyi Yevgeniy Mikheyev |
| 1er août 11 h (HAEC) | Rapport | Maki Takada, 15 Himawari Akaho, 8 Rui Machida, 9 Trois joueuses, 12 | Points Rebonds Passes d. Évaluation | Satou Sabally, 33 Gülich, Geiselsöder, 10 Leonie Fiebich, 6 Satou Sabally, 34 |  | Stade Pierre-Mauroy Villeneuve-d'Ascq Affluence : 20 962 Arbitres : Gatis Saliņš Viola Györgyi Yevgeniy Mikheyev |

| 1er août 21 h (HAEC) | Rapport | Belgique                                                                       | 74-87                               | États-Unis                                                                 |  | Stade Pierre-Mauroy Villeneuve-d'Ascq Affluence : 25 044 Arbitres : Wojciech Liszka Luis Castillo Ariadna Chueca |
| 1er août 21 h (HAEC) | Rapport | Score par quart-temps : 23–23, 15–23, 15–14, 21–27                             |                                     |                                                                            |  | Stade Pierre-Mauroy Villeneuve-d'Ascq Affluence : 25 044 Arbitres : Wojciech Liszka Luis Castillo Ariadna Chueca |
| 1er août 21 h (HAEC) | Rapport | Score par mi-temps : 38–46, 36–41                                              |                                     |                                                                            |  | Stade Pierre-Mauroy Villeneuve-d'Ascq Affluence : 25 044 Arbitres : Wojciech Liszka Luis Castillo Ariadna Chueca |
| 1er août 21 h (HAEC) | Rapport | Emma Meesseman, 24 Delaere, Linskens, 5 Antonia Delaere, 8 Antonia Delaere, 23 | Points Rebonds Passes d. Évaluation | Breanna Stewart, 26 A'ja Wilson, 13 Sabrina Ionescu, 5 Breanna Stewart, 24 |  | Stade Pierre-Mauroy Villeneuve-d'Ascq Affluence : 25 044 Arbitres : Wojciech Liszka Luis Castillo Ariadna Chueca |

| 4 août 11 h (HAEC) | Rapport | Japon                                                                     | 58-85                               | Belgique                                                                 |  | Stade Pierre-Mauroy Villeneuve-d'Ascq Affluence : 25 134 Arbitres : Boris Krejić Wojciech Liszka Péter Praksch |
| 4 août 11 h (HAEC) | Rapport | Score par quart-temps : 7–19, 16–20, 16–22, 19–24                         |                                     |                                                                          |  | Stade Pierre-Mauroy Villeneuve-d'Ascq Affluence : 25 134 Arbitres : Boris Krejić Wojciech Liszka Péter Praksch |
| 4 août 11 h (HAEC) | Rapport | Score par mi-temps : 23–39, 35–46                                         |                                     |                                                                          |  | Stade Pierre-Mauroy Villeneuve-d'Ascq Affluence : 25 134 Arbitres : Boris Krejić Wojciech Liszka Péter Praksch |
| 4 août 11 h (HAEC) | Rapport | Saki Hayashi, 13 Himawari Akaho, 5 Machida, Miyazaki, 4 Trois joueuses, 8 | Points Rebonds Passes d. Évaluation | Emma Meesseman, 30 Emma Meesseman, 11 Becky Massey, 7 Emma Meesseman, 40 |  | Stade Pierre-Mauroy Villeneuve-d'Ascq Affluence : 25 134 Arbitres : Boris Krejić Wojciech Liszka Péter Praksch |

| 4 août 17 h 15 (HAEC) | Rapport | Allemagne                                                                       | 68-87                               | États-Unis                                                              |  | Stade Pierre-Mauroy Villeneuve-d'Ascq Affluence : 25 844 Arbitres : Julio Anaya Gatis Saliņš Viola Györgyi |
| 4 août 17 h 15 (HAEC) | Rapport | Score par quart-temps : 19–16, 10–25, 17–28, 22–18                              |                                     |                                                                         |  | Stade Pierre-Mauroy Villeneuve-d'Ascq Affluence : 25 844 Arbitres : Julio Anaya Gatis Saliņš Viola Györgyi |
| 4 août 17 h 15 (HAEC) | Rapport | Score par mi-temps : 29–41, 39–46                                               |                                     |                                                                         |  | Stade Pierre-Mauroy Villeneuve-d'Ascq Affluence : 25 844 Arbitres : Julio Anaya Gatis Saliņš Viola Györgyi |
| 4 août 17 h 15 (HAEC) | Rapport | Satou Sabally, 15 Luisa Geiselsöder, 8 Alexis Peterson, 4 Luisa Geiselsöder, 14 | Points Rebonds Passes d. Évaluation | Jackie Young, 19 Napheesa Collier, 7 Trois joueuses, 5 Jackie Young, 21 |  | Stade Pierre-Mauroy Villeneuve-d'Ascq Affluence : 25 844 Arbitres : Julio Anaya Gatis Saliņš Viola Györgyi |

### Classement des troisièmes
| Rang | Équipe   | Pts | J | G | P | Pp  | Pc  | Diff |
| ---- | -------- | --- | - | - | - | --- | --- | ---- |
| 1    | Nigeria  | 5   | 3 | 2 | 1 | 208 | 207 | 1    |
| 2    | Belgique | 4   | 3 | 1 | 2 | 228 | 228 | 0    |
| 3    | Chine    | 4   | 3 | 1 | 2 | 228 | 229 | -1   |

## Phase finale
Un tirage au sort, effectué après la dernière rencontre de la phase de poule, détermine le tableau de la phase finale. Les équipes qualifiées sont classées de la 1re à la 8e place selon leurs résultats acquis lors de la phase de groupe puis réparties en quatre chapeaux :
- le chapeau D comprend les équipes classées 1re et 2e ;
- le chapeau E comprend les équipes classées 3e et 4e ;
- le chapeau F comprend les équipes classées 5e et 6e ;
- le chapeau G comprend les équipes classées 7e et 8e.

Le tirage au sort suit les principes suivants :
- chaque équipe du chapeau D est tirée avec une équipe du chapeau G, chacune du chapeau E avec une du chapeau F ;
- deux équipes qui se sont affrontées lors de la phase de groupe ne peuvent s’affronter en quarts de finale.

| Rang | Équipe     | Pts | J | G | N | P | Bp  | Bc  | Diff | Qualification |
| ---- | ---------- | --- | - | - | - | - | --- | --- | ---- | ------------- |
| 1    | États-Unis | 6   | 3 | 3 | 0 | 0 | 276 | 218 | +58  | Chapeau D     |
| 2    | Espagne    | 6   | 3 | 3 | 0 | 0 | 223 | 213 | +10  | Chapeau D     |
|      |            |     |   |   |   |   |     |     |      |               |
| 3    | France     | 5   | 3 | 2 | 0 | 1 | 222 | 187 | +35  | Chapeau E     |
| 4    | Serbie     | 5   | 3 | 2 | 0 | 1 | 201 | 184 | +17  | Chapeau E     |
|      |            |     |   |   |   |   |     |     |      |               |
| 5    | Allemagne  | 5   | 3 | 2 | 0 | 1 | 226 | 220 | +6   | Chapeau F     |
| 6    | Australie  | 5   | 3 | 2 | 0 | 1 | 211 | 212 | −1   | Chapeau F     |
|      |            |     |   |   |   |   |     |     |      |               |
| 7    | Nigeria    | 5   | 3 | 2 | 0 | 1 | 208 | 207 | +1   | Chapeau G     |
| 8    | Belgique   | 4   | 3 | 1 | 0 | 2 | 228 | 228 | 0    | Chapeau G     |

### Tableau
|  | Quarts de finale                                  | Quarts de finale                               | Quarts de finale                                  | Quarts de finale                               |              |              | Demi-finales                                   | Demi-finales                                   | Demi-finales                                       | Demi-finales                                       |                                                    |                                                    | Finale                                             | Finale                                             | Finale                                             | Finale                                             |
|  |                                                   |                                                |                                                   |                                                |              |              |                                                |                                                |                                                    |                                                    |                                                    |                                                    |                                                    |                                                    |                                                    |                                                    |
|  | 7 août 2024 à 18 h (HAEC) – Arena Bercy, Paris    | 7 août 2024 à 18 h (HAEC) – Arena Bercy, Paris | 7 août 2024 à 18 h (HAEC) – Arena Bercy, Paris    | 7 août 2024 à 18 h (HAEC) – Arena Bercy, Paris |              |              | 9 août 2024 à 21 h (HAEC) – Arena Bercy, Paris | 9 août 2024 à 21 h (HAEC) – Arena Bercy, Paris | 9 août 2024 à 21 h (HAEC) – Arena Bercy, Paris     | 9 août 2024 à 21 h (HAEC) – Arena Bercy, Paris     |                                                    |                                                    | 11 août 2024 à 15 h 30 (HAEC) – Arena Bercy, Paris | 11 août 2024 à 15 h 30 (HAEC) – Arena Bercy, Paris | 11 août 2024 à 15 h 30 (HAEC) – Arena Bercy, Paris | 11 août 2024 à 15 h 30 (HAEC) – Arena Bercy, Paris |
|  | 7 août 2024 à 18 h (HAEC) – Arena Bercy, Paris    | 7 août 2024 à 18 h (HAEC) – Arena Bercy, Paris | 7 août 2024 à 18 h (HAEC) – Arena Bercy, Paris    | 7 août 2024 à 18 h (HAEC) – Arena Bercy, Paris |              |              | 9 août 2024 à 21 h (HAEC) – Arena Bercy, Paris | 9 août 2024 à 21 h (HAEC) – Arena Bercy, Paris | 9 août 2024 à 21 h (HAEC) – Arena Bercy, Paris     | 9 août 2024 à 21 h (HAEC) – Arena Bercy, Paris     |                                                    |                                                    | 11 août 2024 à 15 h 30 (HAEC) – Arena Bercy, Paris | 11 août 2024 à 15 h 30 (HAEC) – Arena Bercy, Paris | 11 août 2024 à 15 h 30 (HAEC) – Arena Bercy, Paris | 11 août 2024 à 15 h 30 (HAEC) – Arena Bercy, Paris |
|  | F1                                                | Allemagne                                      | 71                                                | 71                                             |              |              | 9 août 2024 à 21 h (HAEC) – Arena Bercy, Paris | 9 août 2024 à 21 h (HAEC) – Arena Bercy, Paris | 9 août 2024 à 21 h (HAEC) – Arena Bercy, Paris     | 9 août 2024 à 21 h (HAEC) – Arena Bercy, Paris     |                                                    |                                                    | 11 août 2024 à 15 h 30 (HAEC) – Arena Bercy, Paris | 11 août 2024 à 15 h 30 (HAEC) – Arena Bercy, Paris | 11 août 2024 à 15 h 30 (HAEC) – Arena Bercy, Paris | 11 août 2024 à 15 h 30 (HAEC) – Arena Bercy, Paris |
|  | F1                                                | Allemagne                                      | 71                                                | 71                                             |              |              | 9 août 2024 à 21 h (HAEC) – Arena Bercy, Paris | 9 août 2024 à 21 h (HAEC) – Arena Bercy, Paris | 9 août 2024 à 21 h (HAEC) – Arena Bercy, Paris     | 9 août 2024 à 21 h (HAEC) – Arena Bercy, Paris     |                                                    |                                                    | 11 août 2024 à 15 h 30 (HAEC) – Arena Bercy, Paris | 11 août 2024 à 15 h 30 (HAEC) – Arena Bercy, Paris | 11 août 2024 à 15 h 30 (HAEC) – Arena Bercy, Paris | 11 août 2024 à 15 h 30 (HAEC) – Arena Bercy, Paris |
|  | E1                                                | France PO                                      | 84                                                | 84                                             |              |              | 9 août 2024 à 21 h (HAEC) – Arena Bercy, Paris | 9 août 2024 à 21 h (HAEC) – Arena Bercy, Paris | 9 août 2024 à 21 h (HAEC) – Arena Bercy, Paris     | 9 août 2024 à 21 h (HAEC) – Arena Bercy, Paris     |                                                    |                                                    | 11 août 2024 à 15 h 30 (HAEC) – Arena Bercy, Paris | 11 août 2024 à 15 h 30 (HAEC) – Arena Bercy, Paris | 11 août 2024 à 15 h 30 (HAEC) – Arena Bercy, Paris | 11 août 2024 à 15 h 30 (HAEC) – Arena Bercy, Paris |
|  | E1                                                | France PO                                      | 84                                                | 84                                             | France PO    | France PO    | 81                                             | 81                                             |                                                    |                                                    |                                                    |                                                    | 11 août 2024 à 15 h 30 (HAEC) – Arena Bercy, Paris | 11 août 2024 à 15 h 30 (HAEC) – Arena Bercy, Paris | 11 août 2024 à 15 h 30 (HAEC) – Arena Bercy, Paris | 11 août 2024 à 15 h 30 (HAEC) – Arena Bercy, Paris |
|  | 7 août 2024 à 14 h 30 (HAEC) – Arena Bercy, Paris |                                                |                                                   |                                                | France PO    | France PO    | 81                                             | 81                                             |                                                    |                                                    |                                                    |                                                    | 11 août 2024 à 15 h 30 (HAEC) – Arena Bercy, Paris | 11 août 2024 à 15 h 30 (HAEC) – Arena Bercy, Paris | 11 août 2024 à 15 h 30 (HAEC) – Arena Bercy, Paris | 11 août 2024 à 15 h 30 (HAEC) – Arena Bercy, Paris |
|  |                                                   |                                                | Belgique                                          | Belgique                                       | 75ap         | 75ap         |                                                |                                                |                                                    |                                                    |                                                    |                                                    | 11 août 2024 à 15 h 30 (HAEC) – Arena Bercy, Paris | 11 août 2024 à 15 h 30 (HAEC) – Arena Bercy, Paris | 11 août 2024 à 15 h 30 (HAEC) – Arena Bercy, Paris | 11 août 2024 à 15 h 30 (HAEC) – Arena Bercy, Paris |
|  | D2                                                | Espagne                                        | Belgique                                          | Belgique                                       | 75ap         | 75ap         | 66                                             | 66                                             |                                                    |                                                    |                                                    |                                                    | 11 août 2024 à 15 h 30 (HAEC) – Arena Bercy, Paris | 11 août 2024 à 15 h 30 (HAEC) – Arena Bercy, Paris | 11 août 2024 à 15 h 30 (HAEC) – Arena Bercy, Paris | 11 août 2024 à 15 h 30 (HAEC) – Arena Bercy, Paris |
|  | D2                                                | Espagne                                        | 9 août 2024 à 17 h 30 (HAEC) – Arena Bercy, Paris |                                                |              |              | 66                                             | 66                                             |                                                    |                                                    |                                                    |                                                    | 11 août 2024 à 15 h 30 (HAEC) – Arena Bercy, Paris | 11 août 2024 à 15 h 30 (HAEC) – Arena Bercy, Paris | 11 août 2024 à 15 h 30 (HAEC) – Arena Bercy, Paris | 11 août 2024 à 15 h 30 (HAEC) – Arena Bercy, Paris |
|  | G2                                                | Belgique                                       | 79                                                | 79                                             |              |              |                                                |                                                |                                                    |                                                    |                                                    |                                                    | 11 août 2024 à 15 h 30 (HAEC) – Arena Bercy, Paris | 11 août 2024 à 15 h 30 (HAEC) – Arena Bercy, Paris | 11 août 2024 à 15 h 30 (HAEC) – Arena Bercy, Paris | 11 août 2024 à 15 h 30 (HAEC) – Arena Bercy, Paris |
|  | G2                                                | Belgique                                       | 79                                                | 79                                             | France PO    | France PO    | 66                                             | 66                                             |                                                    |                                                    |                                                    |                                                    |                                                    |                                                    |                                                    |                                                    |
|  | 7 août 2024 à 21 h 30 (HAEC) – Arena Bercy, Paris |                                                |                                                   |                                                | France PO    | France PO    | 66                                             | 66                                             |                                                    |                                                    |                                                    |                                                    |                                                    |                                                    |                                                    |                                                    |
|  |                                                   |                                                | États-Unis T                                      | États-Unis T                                   | 67           | 67           |                                                |                                                |                                                    |                                                    |                                                    |                                                    |                                                    |                                                    |                                                    |                                                    |
|  | G1                                                | Nigeria                                        | États-Unis T                                      | États-Unis T                                   | 67           | 67           | 74                                             | 74                                             |                                                    |                                                    |                                                    |                                                    |                                                    |                                                    |                                                    |                                                    |
|  | G1                                                | Nigeria                                        |                                                   |                                                |              |              |                                                |                                                |                                                    |                                                    |                                                    |                                                    |                                                    |                                                    |                                                    |                                                    |
|  | D1                                                | États-Unis T                                   | 88                                                | 88                                             |              |              |                                                |                                                |                                                    |                                                    |                                                    |                                                    |                                                    |                                                    |                                                    |                                                    |
|  | D1                                                | États-Unis T                                   | 88                                                | 88                                             | États-Unis T | États-Unis T | 85                                             | 85                                             | Match pour la troisième place                      | Match pour la troisième place                      | Match pour la troisième place                      | Match pour la troisième place                      |                                                    |                                                    |                                                    |                                                    |
|  | 7 août 2024 à 11 h (HAEC) – Arena Bercy, Paris    |                                                |                                                   |                                                | États-Unis T | États-Unis T | 85                                             | 85                                             | Match pour la troisième place                      | Match pour la troisième place                      | Match pour la troisième place                      | Match pour la troisième place                      |                                                    |                                                    |                                                    |                                                    |
|  |                                                   |                                                | Australie                                         | Australie                                      | 64           | 64           |                                                |                                                | 11 août 2024 à 11 h 30 (HAEC) – Arena Bercy, Paris | 11 août 2024 à 11 h 30 (HAEC) – Arena Bercy, Paris | 11 août 2024 à 11 h 30 (HAEC) – Arena Bercy, Paris | 11 août 2024 à 11 h 30 (HAEC) – Arena Bercy, Paris |                                                    |                                                    |                                                    |                                                    |
|  | E2                                                | Serbie                                         | Australie                                         | Australie                                      | 64           | 64           | 67                                             | 67                                             | 11 août 2024 à 11 h 30 (HAEC) – Arena Bercy, Paris | 11 août 2024 à 11 h 30 (HAEC) – Arena Bercy, Paris | 11 août 2024 à 11 h 30 (HAEC) – Arena Bercy, Paris | 11 août 2024 à 11 h 30 (HAEC) – Arena Bercy, Paris |                                                    |                                                    |                                                    |                                                    |
|  | E2                                                | Serbie                                         |                                                   |                                                |              |              |                                                | 67                                             |                                                    |                                                    | Belgique                                           | Belgique                                           | 81                                                 | 81                                                 |                                                    |                                                    |
|  | F2                                                | Australie                                      | 85                                                | 85                                             |              |              |                                                |                                                |                                                    |                                                    | Belgique                                           | Belgique                                           | 81                                                 | 81                                                 |                                                    |                                                    |
|  | F2                                                | Australie                                      | 85                                                | 85                                             | Australie    | Australie    | 85                                             | 85                                             |                                                    |                                                    |                                                    |                                                    |                                                    |                                                    |                                                    |                                                    |
|  |                                                   |                                                |                                                   |                                                |              |              |                                                |                                                |                                                    |                                                    |                                                    |                                                    |                                                    |                                                    |                                                    |                                                    |

### Quarts de finale
| 7 août 2024 11 h (HAEC) | Rapport | Serbie                                                             | 67-85                               | Australie                                                            |  | Arena Bercy Paris Affluence : 12 337 Arbitres : Martin Vulić Ariadna Chueca Yevgeniy Mikheyev |
| 7 août 2024 11 h (HAEC) | Rapport | Score par quart-temps : 19–26, 13–22, 16–24, 19–13                 |                                     |                                                                      |  | Arena Bercy Paris Affluence : 12 337 Arbitres : Martin Vulić Ariadna Chueca Yevgeniy Mikheyev |
| 7 août 2024 11 h (HAEC) | Rapport | Score par mi-temps : 32–48, 35–37                                  |                                     |                                                                      |  | Arena Bercy Paris Affluence : 12 337 Arbitres : Martin Vulić Ariadna Chueca Yevgeniy Mikheyev |
| 7 août 2024 11 h (HAEC) | Rapport | Jovana Nogić, 17 Ivana Raca, 7 Anderson, Nogić, 5 Jovana Nogić, 19 | Points Rebonds Passes d. Évaluation | Alanna Smith, 22 Alanna Smith, 13 Jade Melbourne, 5 Alanna Smith, 33 |  | Arena Bercy Paris Affluence : 12 337 Arbitres : Martin Vulić Ariadna Chueca Yevgeniy Mikheyev |

| 7 août 2024 14 h 30 (HAEC) | Rapport | Espagne                                                                  | 66-79                               | Belgique                                                                        |  | Arena Bercy Paris Affluence : 11 852 Arbitres : Matthew Kallio Jenna Reneau Maripier Malo |
| 7 août 2024 14 h 30 (HAEC) | Rapport | Score par quart-temps : 26–26, 11–22, 12–19, 17–12                       |                                     |                                                                                 |  | Arena Bercy Paris Affluence : 11 852 Arbitres : Matthew Kallio Jenna Reneau Maripier Malo |
| 7 août 2024 14 h 30 (HAEC) | Rapport | Score par mi-temps : 37–48, 29–31                                        |                                     |                                                                                 |  | Arena Bercy Paris Affluence : 11 852 Arbitres : Matthew Kallio Jenna Reneau Maripier Malo |
| 7 août 2024 14 h 30 (HAEC) | Rapport | Megan Gustafson, 21 Megan Gustafson, 7 Ortiz, Gil, 3 Megan Gustafson, 21 | Points Rebonds Passes d. Évaluation | Meesseman, Linskens, 19 Emma Meesseman, 9 Delaere, Vanloo, 7 Emma Meesseman, 32 |  | Arena Bercy Paris Affluence : 11 852 Arbitres : Matthew Kallio Jenna Reneau Maripier Malo |

| 7 août 2024 18 h (HAEC) | Rapport | Allemagne                                                                  | 71-84                               | France                                                                     |  | Arena Bercy Paris Affluence : 12 399 Arbitres : Amy Bonner Carlos Peralta Blanca Burns |
| 7 août 2024 18 h (HAEC) | Rapport | Score par quart-temps : 19–23, 14–22, 16–21, 22–18                         |                                     |                                                                            |  | Arena Bercy Paris Affluence : 12 399 Arbitres : Amy Bonner Carlos Peralta Blanca Burns |
| 7 août 2024 18 h (HAEC) | Rapport | Score par mi-temps : 33–45, 38–39                                          |                                     |                                                                            |  | Arena Bercy Paris Affluence : 12 399 Arbitres : Amy Bonner Carlos Peralta Blanca Burns |
| 7 août 2024 18 h (HAEC) | Rapport | Nyara Sabally, 20 Nyara Sabally, 13 Peterson, Fiebich, 3 Nyara Sabally, 21 | Points Rebonds Passes d. Évaluation | Marine Johannès, 24 Gabby Williams, 6 Gabby Williams, 5 Gabby Williams, 22 |  | Arena Bercy Paris Affluence : 12 399 Arbitres : Amy Bonner Carlos Peralta Blanca Burns |

| 7 août 2024 21 h 30 (HAEC) | Rapport | Nigeria                                                                        | 74-88                               | États-Unis                                                       |  | Arena Bercy Paris Affluence : 12 437 Arbitres : Viola Györgyi Juan Fernández Yann Davidson |
| 7 août 2024 21 h 30 (HAEC) | Rapport | Score par quart-temps : 17–26, 16–26, 15–24, 26–12                             |                                     |                                                                  |  | Arena Bercy Paris Affluence : 12 437 Arbitres : Viola Györgyi Juan Fernández Yann Davidson |
| 7 août 2024 21 h 30 (HAEC) | Rapport | Score par mi-temps : 33–52, 41–36                                              |                                     |                                                                  |  | Arena Bercy Paris Affluence : 12 437 Arbitres : Viola Györgyi Juan Fernández Yann Davidson |
| 7 août 2024 21 h 30 (HAEC) | Rapport | Promise Amukamara, 19 Pallas Kunaiyi-Akpanah, 8 Ezinne Kalu, 7 Amy Okonkwo, 16 | Points Rebonds Passes d. Évaluation | A'ja Wilson, 20 A’ja Wilson, 11 Alyssa Thomas, 6 A’ja Wilson, 32 |  | Arena Bercy Paris Affluence : 12 437 Arbitres : Viola Györgyi Juan Fernández Yann Davidson |

### Demi-finales
| 9 août 2024 17 h 30 (HAEC) | Rapport | États-Unis                                                                                  | 85-64                               | Australie                                                                                  |  | Arena Bercy Paris Affluence : 11 919 Arbitres : Gatis Saliņš Viola Györgyi Péter Praksch |
| 9 août 2024 17 h 30 (HAEC) | Rapport | Score par quart-temps : 20–16, 25–11, 21–13, 19–24                                          |                                     |                                                                                            |  | Arena Bercy Paris Affluence : 11 919 Arbitres : Gatis Saliņš Viola Györgyi Péter Praksch |
| 9 août 2024 17 h 30 (HAEC) | Rapport | Score par mi-temps : 45–27, 40–37                                                           |                                     |                                                                                            |  | Arena Bercy Paris Affluence : 11 919 Arbitres : Gatis Saliņš Viola Györgyi Péter Praksch |
| 9 août 2024 17 h 30 (HAEC) | Rapport | Breanna Stewart, 16 A'ja Wilson, 8 Trois joueuses, 5 A’ja Wilson, 22 +/– : A’ja Wilson, +22 | Points Rebonds Passes d. Évaluation | Isobel Borlase, 11 Alanna Smith, 7 Trois joueuses, 3 Alanna Smith, 13 +/– : Amy Atwell, +5 |  | Arena Bercy Paris Affluence : 11 919 Arbitres : Gatis Saliņš Viola Györgyi Péter Praksch |

| 9 août 2024 21 h (HAEC) | Rapport | France                                                                                                  | 81-75                               | Belgique                                                                                             | ap | Arena Bercy Paris Affluence : 12 389 Arbitres : Luis Castillo Katō Takaki Ariadna Chueca |
| 9 août 2024 21 h (HAEC) | Rapport | Score par quart-temps : 14–17, 17–19, 17–15, 18–15, OT : 15–9                                           |                                     | | ap | Arena Bercy Paris Affluence : 12 389 Arbitres : Luis Castillo Katō Takaki Ariadna Chueca |
| 9 août 2024 21 h (HAEC) | Rapport | Score par mi-temps : 31–36, 50–39                                                                       |                                     | | ap | Arena Bercy Paris Affluence : 12 389 Arbitres : Luis Castillo Katō Takaki Ariadna Chueca |
| 9 août 2024 21 h (HAEC) | Rapport | Gabby Williams, 18 Rupert, Badiane, 7 Marine Johannès, 5 Valériane Ayayi, 20 +/– : Marine Fauthoux, +20 | Points Rebonds Passes d. Évaluation | Emma Meesseman, 19 Emma Meesseman, 14 Trois joueuses, 6 Emma Meesseman, 28 +/– : Kyara Linskens, +11 | ap | Arena Bercy Paris Affluence : 12 389 Arbitres : Luis Castillo Katō Takaki Ariadna Chueca |

### Troisième place
| 11 août 2024 11 h 30 (HAEC) | Rapport | Belgique                                                                                  | 81-85                               | Australie                                                                                    |  | Arena Bercy Paris Affluence : 11 968 Arbitres : Amy Bonner Blanca Burns Jenna Reneau |
| 11 août 2024 11 h 30 (HAEC) | Rapport | Score par quart-temps : 19–20, 17–17, 25–23, 20–25                                        |                                     |                                                                                              |  | Arena Bercy Paris Affluence : 11 968 Arbitres : Amy Bonner Blanca Burns Jenna Reneau |
| 11 août 2024 11 h 30 (HAEC) | Rapport | Score par mi-temps : 36–37, 45–48                                                         |                                     |                                                                                              |  | Arena Bercy Paris Affluence : 11 968 Arbitres : Amy Bonner Blanca Burns Jenna Reneau |
| 11 août 2024 11 h 30 (HAEC) | Rapport | Julie Vanloo, 26 Kyara Linskens, 8 Julie Vanloo, 11 Julie Vanloo, 32 +/– : Ine Joris, +10 | Points Rebonds Passes d. Évaluation | Ezi Magbegor, 30 Ezi Magbegor, 13 Jade Melbourne, 7 Ezi Magbegor, 45 +/– : Ezi Magbegor, +12 |  | Arena Bercy Paris Affluence : 11 968 Arbitres : Amy Bonner Blanca Burns Jenna Reneau |

### Finale
| 11 août 2024 15 h 30 (HAEC) | Rapport | France                                                                                               | 66-67                               | États-Unis                                                                             |  | Arena Bercy Paris Affluence : 12 126 Arbitres : Boris Krejić Viola Györgyi Martin Vulić |
| 11 août 2024 15 h 30 (HAEC) | Rapport | Score par quart-temps : 9–15, 16–10, 18–20, 23–22                                                    |                                     |                                                                                        |  | Arena Bercy Paris Affluence : 12 126 Arbitres : Boris Krejić Viola Györgyi Martin Vulić |
| 11 août 2024 15 h 30 (HAEC) | Rapport | Score par mi-temps : 25–25, 41–42                                                                    |                                     |                                                                                        |  | Arena Bercy Paris Affluence : 12 126 Arbitres : Boris Krejić Viola Györgyi Martin Vulić |
| 11 août 2024 15 h 30 (HAEC) | Rapport | Gabby Williams, 19 Gabby Williams, 7 Marième Badiane, 3 Gabby Williams, 20 +/– : Valériane Ayayi, +9 | Points Rebonds Passes d. Évaluation | A'ja Wilson, 21 A’ja Wilson, 13 Plum, Gray, 4 A’ja Wilson, 25 +/– : Kahleah Copper, +8 |  | Arena Bercy Paris Affluence : 12 126 Arbitres : Boris Krejić Viola Györgyi Martin Vulić |

## Statistiques et récompenses

### Statistiques

#### Leaders statistiques
Joueuses
| Nom                   | Moyenne |
| --------------------- | ------- |
| Emma Meesseman (BEL)  | 23,3    |
| Satou Sabally (GER)   | 18,8    |
| A'ja Wilson (USA)     | 18,7    |
| Ezinne Kalu (NGR)     | 18,5    |
| Megan Gustafson (ESP) | 18,0    |

| Nom                   | Moyenne |
| --------------------- | ------- |
| Li Yueru (CHN)        | 11,0    |
| A'ja Wilson (USA)     | 10,2    |
| Megan Gustafson (ESP) | 9,3     |
| Mya Hollingshed (PUR) | 8,7     |
| Alanna Smith (AUS)    | 8,0     |

| Nom                   | Moyenne |
| --------------------- | ------- |
| Julie Vanloo (BEL)    | 6,8     |
| Yvonne Anderson (SRB) | 6,5     |
| Li Meng (CHN)         | 6,0     |
| Yang Liwei (CHN)      | 6,0     |
| Rui Machida (JPN)     | 6,0     |

| Nom                       | Moyenne |
| ------------------------- | ------- |
| Trinity San Antonio (PUR) | 3,0     |
| Promise Amukamara (NGR)   | 3,0     |
| Gabby Williams (FRA)      | 2,8     |
| Yvonne Anderson (SRB)     | 2,5     |
| Ezinne Kalu (NGR)         | 2,5     |
| Leonie Fiebich (GER)      | 2,5     |

| Nom                     | Moyenne |
| ----------------------- | ------- |
| A'ja Wilson (USA)       | 2,7     |
| Emma Meesseman (BEL)    | 2,5     |
| Breanna Stewart (USA)   | 1,7     |
| Ezi Magbegor (AUS)      | 1,5     |
| Dragana Stanković (SRB) | 1,3     |
| Kyara Linskens (BEL)    | 1,3     |
| Marième Badiane (FRA)   | 1,3     |

| Nom                   | Moyenne |
| --------------------- | ------- |
| Emma Meesseman (BEL)  | 28,5    |
| A'ja Wilson (USA)     | 25,7    |
| Megan Gustafson (ESP) | 23,0    |
| Li Yueru (CHN)        | 21,7    |
| Breanna Stewart (USA) | 20,3    |
| Gabby Williams (FRA)  | 18,8    |

Équipes
| Équipe     | Moyenne |
| ---------- | ------- |
| États-Unis | 86,0    |
| Belgique   | 77,2    |
| Chine      | 76,0    |
| France     | 75,5    |
| Allemagne  | 74,3    |

| Équipe     | Moyenne |
| ---------- | ------- |
| États-Unis | 47,5    |
| Chine      | 42,7    |
| Australie  | 40,2    |
| Canada     | 39,7    |
| Allemagne  | 39,3    |

| Équipe     | Moyenne |
| ---------- | ------- |
| États-Unis | 27,7    |
| Belgique   | 24,2    |
| Chine      | 24,0    |
| Australie  | 21,3    |
| Espagne    | 20,8    |

| Équipe     | Moyenne |
| ---------- | ------- |
| Nigeria    | 12,0    |
| France     | 11,7    |
| Serbie     | 11,5    |
| Espagne    | 9,5     |
| Porto Rico | 8,7     |

| Équipe     | Moyenne |
| ---------- | ------- |
| États-Unis | 6,0     |
| Belgique   | 5,2     |
| France     | 4,2     |
| Australie  | 3,7     |
| Canada     | 3,0     |

| Équipe     | Moyenne |
| ---------- | ------- |
| États-Unis | 115,8   |
| Belgique   | 92,7    |
| Chine      | 89,0    |
| Australie  | 88,2    |
| France     | 86,2    |

### Récompenses
Les récompenses ont été annoncées par la FIBA le 11 août 2024, juste après la fin du tournoi.
Équipes-types du tournoi
| Cinq all-star (en)    | Cinq all-star (en)   | Cinq all-star (en)  | Cinq all-star (en)    | Cinq all-star (en) |
| --------------------- | -------------------- | ------------------- | --------------------- | ------------------ |
| Breanna Stewart (USA) | Gabby Williams (FRA) | Alanna Smith (AUS)  | Emma Meesseman (BEL)  | A'ja Wilson (USA)  |
| Second cinq (en)      |                      |                     |                       |                    |
| Ezinne Kalu (NGR)     | Julie Vanloo (BEL)   | Satou Sabally (GER) | Valériane Ayayi (FRA) | Ezi Magbegor (AUS) |

Récompenses individuelles
| Meilleure joueuse (en) | Meilleure défenseuse | Rising Star          | Meilleur entraîneur |
| ---------------------- | -------------------- | -------------------- | ------------------- |
| A'ja Wilson (USA)      | Gabby Williams (FRA) | Jade Melbourne (AUS) | Rena Wakama         |

### Classement final

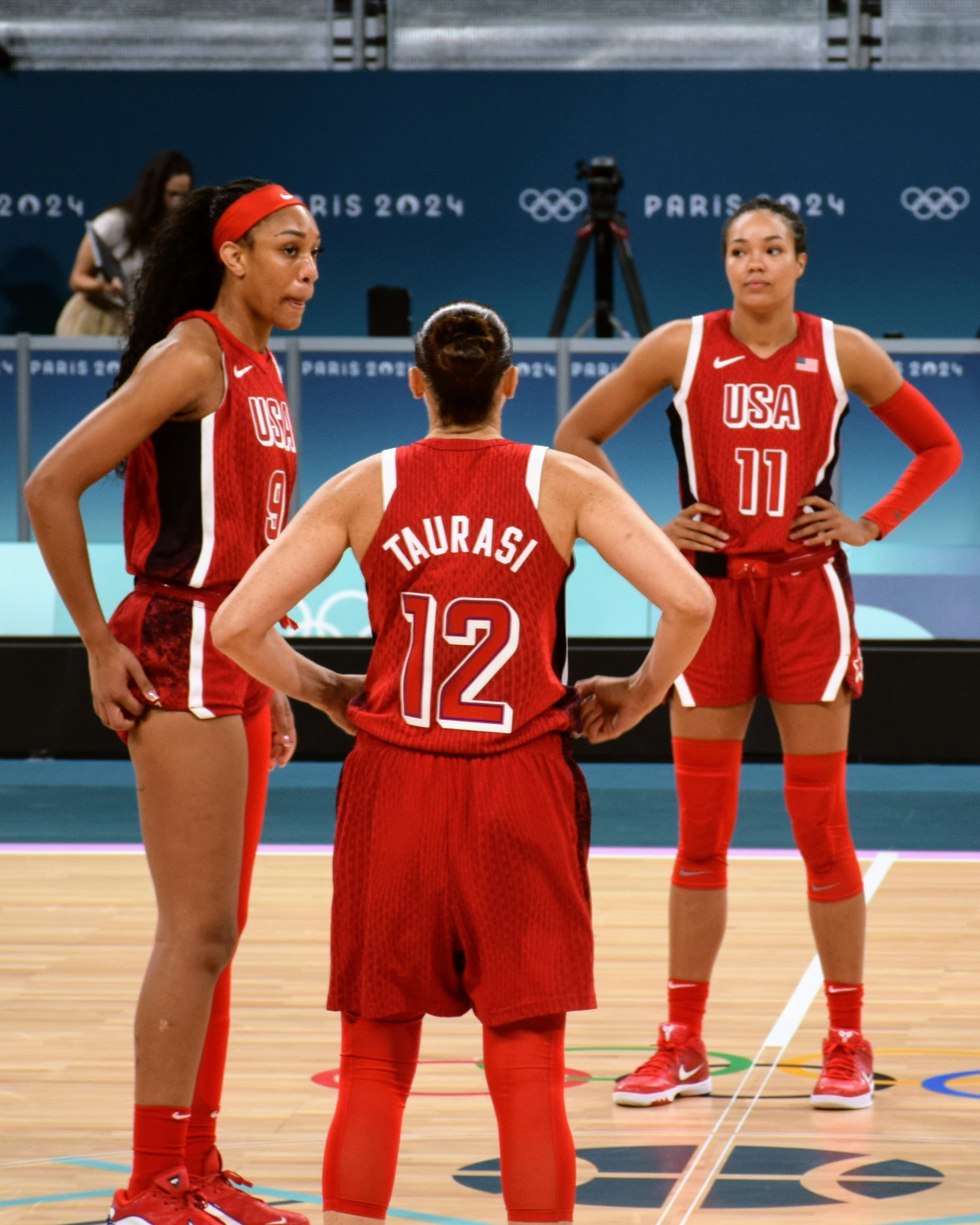
A'ja Wilson, Diana Taurasi et Napheesa Collier, championnes olympiques avec l’équipe des États-Unis.

| Rang | Équipe       | J | V | D | PP  | PC  | Diff | Pts | Statut                        | Classement mondial de la FIBA | Classement mondial de la FIBA | Classement mondial de la FIBA |
| Rang | Équipe       | J | V | D | PP  | PC  | Diff | Pts | Statut                        | Ancien                        | Nouveau                       | +/−                           |
| ---- | ------------ | - | - | - | --- | --- | ---- | --- | ----------------------------- | ----------------------------- | ----------------------------- | ----------------------------- |
| 1    | États-Unis T | 6 | 6 | 0 | 516 | 422 | +94  | –   | Vainqueur de la finale        | 1                             | 1                             | en stagnation                 |
| 2    | FrancePO     | 6 | 4 | 2 | 453 | 400 | +53  | –   | Perdant de la finale          | 7                             | 3                             | en augmentation               |
| 3    | Australie    | 6 | 4 | 2 | 445 | 445 | 0    | —   | Vainqueur de la petite finale | 3                             | 2                             | en augmentation               |
| 4    | Belgique     | 6 | 2 | 4 | 463 | 460 | +3   | –   | Perdant de la petite finale   | 6                             | 6                             | en stagnation                 |
| 5    | Espagne      | 4 | 3 | 1 | 289 | 292 | –3   | 7   | Éliminé en quart de finale    | 4                             | 5                             | en diminution                 |
| 6    | Serbie       | 4 | 2 | 2 | 268 | 269 | –1   | 6   | Éliminé en quart de finale    | 10                            | 9                             | en augmentation               |
| 7    | Allemagne    | 4 | 2 | 2 | 297 | 304 | –7   | 6   | Éliminé en quart de finale    | 19                            | 13                            | en augmentation               |
| 8    | Nigeria      | 4 | 2 | 2 | 282 | 295 | –13  | 6   | Éliminé en quart de finale    | 12                            | 8                             | en augmentation               |
| 9    | Chine        | 3 | 1 | 2 | 228 | 229 | –1   | 4   | Moins bon 3e de groupe        | 2                             | 4                             | en diminution                 |
| 10   | Porto Rico   | 3 | 0 | 3 | 175 | 201 | –26  | 3   | 4e de groupe                  | 11                            | 12                            | en diminution                 |
| 11   | Canada       | 3 | 0 | 3 | 189 | 224 | –35  | 3   | 4e de groupe                  | 5                             | 7                             | en diminution                 |
| 12   | JaponF       | 3 | 0 | 3 | 198 | 262 | –64  | 3   | 4e de groupe                  | 9                             | 10                            | en diminution                 |

| Champion olympique 2024 |
| · États-Unis · 10e titre |
| - 4 Jewell Loyd - 5 Kelsey Plum - 6 Sabrina Ionescu - 7 Kahleah Copper - 8 Chelsea Gray - 9 A'ja Wilson - 10 Breanna Stewart - 11 Napheesa Collier - 12 Diana Taurasi - 13 Jackie Young - 14 Alyssa Thomas - 15 Brittney Griner - Entraîneuse : Cheryl Reeve - Assistants : Kara Lawson, Joni Taylor, Mike Thibault |

## Couverture médiatique et affluence

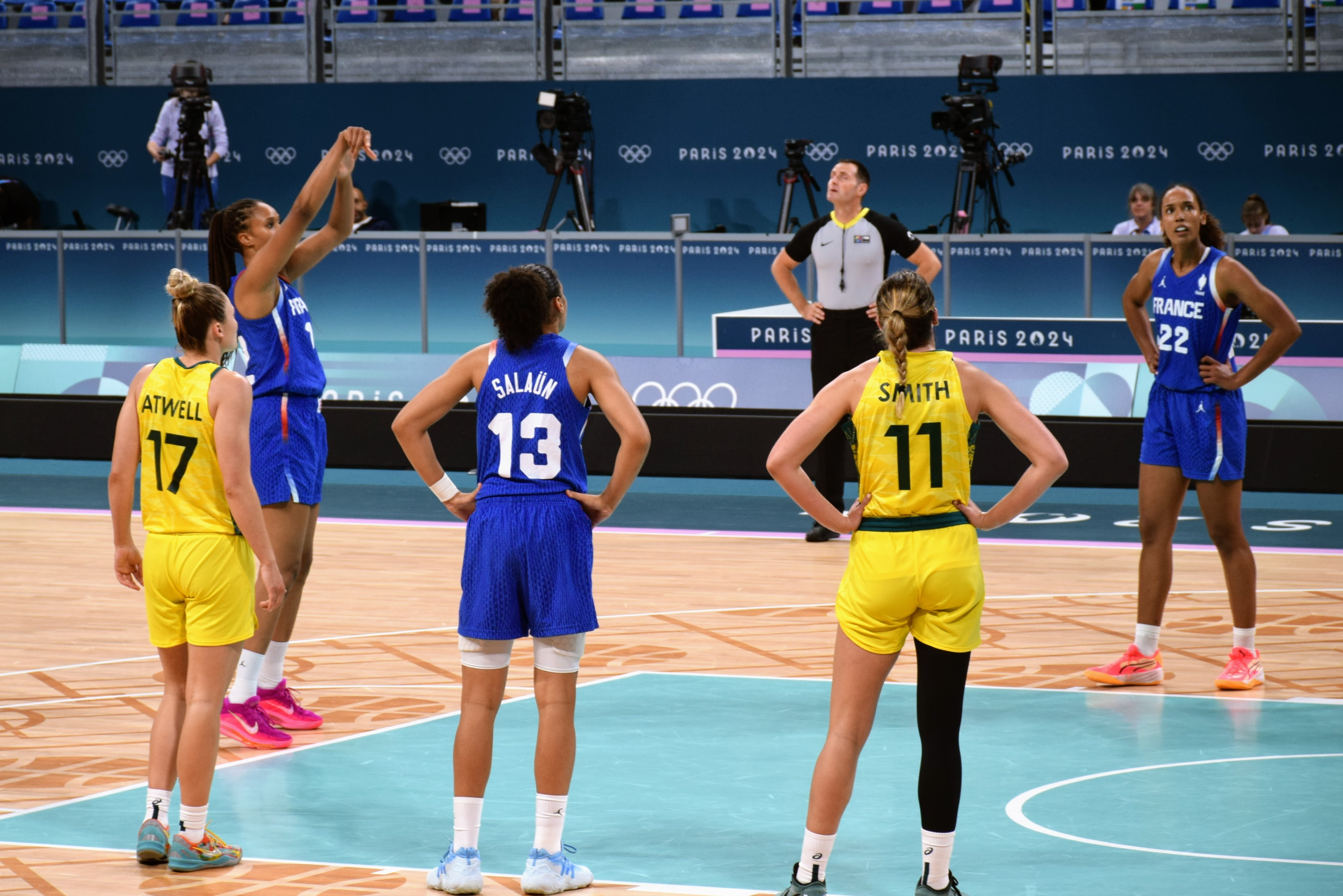
Iliana Rupert aux lancers francs, durant le match de poule entre l’Australie et la France, ayant donné lieu à un record d’affluence.

### Couverture médiatique
La charte olympique stipule que « Le CIO prend toutes les mesures nécessaires afin d'assurer aux Jeux olympiques la couverture la plus complète par les différents moyens de communication et d'information ainsi que l'audience la plus large possible dans le monde ». De plus la retransmission des Jeux olympiques est le moteur principal du financement du Mouvement olympique et des Jeux olympiques, de la croissance de sa popularité mondiale, ainsi que de la représentation mondiale et de la promotion des Jeux olympiques et des valeurs olympiques.

### Affluence
L’affluence pour les tournois masculin et féminin fut historiquement forte : 1 078 319 spectateurs ont assisté aux 52 rencontres des deux tournois, dépassant ainsi le record de 1 068 032 établi à Atlanta en 1996, mais en 92 rencontres.
La meilleure affluence du tournoi féminin, établie au stade Pierre-Mauroy le 4 août 2024 lors du match entre l’Australie et la France, constitue à ce titre le nouveau record d’Europe pour un match entre équipes féminines, avec 27 193 spectateurs.
| Lieu                | Lieu     | Matchs | Affluence minimale    | Affluence minimale | Affluence maximale    | Affluence maximale | Affluence moyenne     | Affluence moyenne |
| Lieu de compétition | Capacité | Matchs | Nombre de spectateurs | %                  | Nombre de spectateurs | %                  | Nombre de spectateurs | %                 |
| ------------------- | -------- | ------ | --------------------- | ------------------ | --------------------- | ------------------ | --------------------- | ----------------- |
| Stade Pierre-Mauroy | 27 360   | 18     | 13 040                | 47,66 %            | 27 193RE              | 99,39 %            | 22 797,94             | 83,33 %           |
| Arena Bercy         | 13 300   | 8      | 11 852                | 89,11 %            | 12 437                | 93,51 %            | 12 178,38             | 91,57 %           |
| Total               | Total    | 26     | 11 852                | –                  | 27 193                | –                  | 19 530,38             | –                 |

Légende :
- Valeur maximale
- Valeur minimale